# 합천읍
합천읍(陜川邑)은 합천군의 중앙에 위치한 읍이다. 군청 소재지로 낙동강의 지류인 황강의 연안에 발달한 취락이다.

## 개요
본래 합천군 하천리면 지역이었으나 1914년 군면통폐합 때 합천리 등 9개 동리로 개편되었으며, 1929년에 합천면으로 고치고 1979년에 읍으로 승격되었다. 전체 면적의 75%가 임야로 산지가 많지만 주민의 대부분이 논농사 중심의 농업에 종사하고 있다. 주요 농산물은 쌀, 보리, 콩 등이며, 그밖의 채소류로 배추, 수박, 고추, 마늘 등이 생산된다. 특산물로는 돗자리가 유명하며, 가야산국립공원을 중심으로 한 관광사업으로 상가단지가 조성되어 있다. 교통은 밀양과 남원으로 통하는 국도가 읍의 동북부를 거의 남북으로 지나고, 고령, 대구 및 진주로 통하는 국도가 읍의 동남단을 지나고 있어 편리하다. 유물, 유적으로는 신라충신죽죽비와 함벽루가 합천리에 위치하고 있다.

## 행정 구역
- 합천리
- 금양리
- 영창리
- 내곡리
- 서산리
- 용계리
- 외곡리
- 장계리
- 인곡리

## 교육
- 남정초등학교
- 합천초등학교
- 합천중학교
- 합천여자중학교
- 합천고등학교
- 합천여자고등학교